# Glicoproteïna IIb/IIIa
En bioquímica i medicina, la glicoproteïna IIb/IIIa (GP-IIb/IIIa, també coneguda com a integrina αIIbβ3) és un complex d'integrina que es troba a les plaquetes. És un receptor transmembrana per fibrinogen i factor de von Willebrand, i ajuda a l'activació plaquetària. El complex es forma mitjançant l'associació dependent de calci de GP-IIb i GP-IIIa, un pas necessari per a l'agregació plaquetària normal i l'adherència endotelial. L'activació plaquetària per ADP (bloquejada per clopidogrel) condueix al canvi conformacional en els receptors plaquetaris GP-IIb/IIIa que indueix la unió al fibrinogen. El receptor GP-IIb/IIIa és una diana de diversos fàrmacs inhibidors, com ara abciximab, eptifibatida i tirofiban.

## Formació del complex GP-IIb/IIIa
Un cop les plaquetes són activades, els grànuls secreten mediadors de la coagulació, com ara adenosina difosfat i tromboxà A₂. Aquestes s'uneixen als seus respectius receptors a la superfície de les plaquetes, tant de manera autocrina com paracrina (s'uneixen a si mateixes i a altres plaquetes). La unió d'aquests receptors provoca una cascada d'esdeveniments que produeixen un augment del calci intracel·lular (per exemple, mitjançant l'activació del receptor Gq, que condueix a l'alliberament de Ca²⁺ de les reserves de calci del reticle endoplasmàtic plaquetari, cosa que pot activar la proteïna quinasa C). Per tant, aquest augment de calci desencadena l'associació dependent de calci de GP-IIb i GP-IIIa per formar el complex receptor de membrana activat GP-IIb/IIIa, que és capaç d'unir-se al fibrinogen (factor I), cosa que fa que moltes plaquetes s'enganxin entre elles, ja que es poden connectar a les mateixes cadenes de fibrinogen, donant lloc a un coàgul. A continuació, comença la cascada de coagulació per estabilitzar el coàgul, ja que la trombina (factor IIa) converteix el fibrinogen soluble en filaments de fibrina insolubles. Aquestes cadenes es creuen mitjançant el factor XIII per formar un coàgul de sang estabilitzat.

## Patologia
Les glicoproteïnes GP-IIb/IIIa estan implicades en diverses patologies. Defectes en la seva estructura proteica causen trombastènia de Glanzmann.
Els anticossos contra els complexos immunitaris de GP-IIb/IIIa són la causa de molts casos de trombocitopènia immunitària induïda per fàrmacs, com en el cas de la púrpura trombocitopènica immunitària.

## Medicament
Els inhibidors de la glicoproteïna IIb/IIIa es poden utilitzar per prevenir els coàguls de sang, per disminuir el risc d'infart de miocardi o altres problemes vasculars. El bloqueig del complex plaquetari GP-IIb/IIIa permet retardar els símptomes de la síndrome coronària aguda.